# Menelik II
Menelik II ( Ge'ez : ዳግማዊ ምኒልክ Dagmawi mənilək ; nombre del caballo abba dagnew ( Amharic : አባ ዳኘው abba dañäw ); 17 de agosto de 1844 - 12 de diciembre de 1913), bautizado como Sahle Maryam (ሣህለ ሣህለ ማርያም ማርያም Sahlä Maryam ) fue rey de Shewa desde 1866 hasta 1889 y el emperador de Etiopía desde 1889 hasta su muerte en 1913. En el apogeo de su poder interno y prestigio externo, el proceso de expansión territorial y creación del moderno Imperio-Estado se completó en 1898.
El Imperio etíope se transformó bajo el emperador Menelik: se establecieron los principales hitos de la modernización, con la ayuda de asesores ministeriales clave. Externamente, Menelik dirigió las tropas etíopes contra los invasores italianos en la primera guerra ítalo-etíope; tras una victoria decisiva en la batalla de Adwa, el reconocimiento de la independencia de Etiopía por parte de potencias externas se expresó en términos de representación diplomática en su corte y delimitación de las fronteras de Etiopía con los reinos adyacentes. Menelik expandió su reino hacia el sur y el este, en Oromo, Kaffa, Sidama, Wolaytay otros reinos o pueblos. 
Más adelante en su reinado, Menelik estableció el primer Gabinete de Ministros para ayudar en la administración del Imperio, nombrando a nobles y sirvientes de confianza y ampliamente respetados para los primeros Ministerios. Estos ministros permanecerían en su lugar mucho después de su muerte, sirviendo en sus puestos durante el breve reinado de Lij Iyasu (a quien ayudaron a deponer) y durante el reinado de la emperatriz Zauditu.

## Primeros años

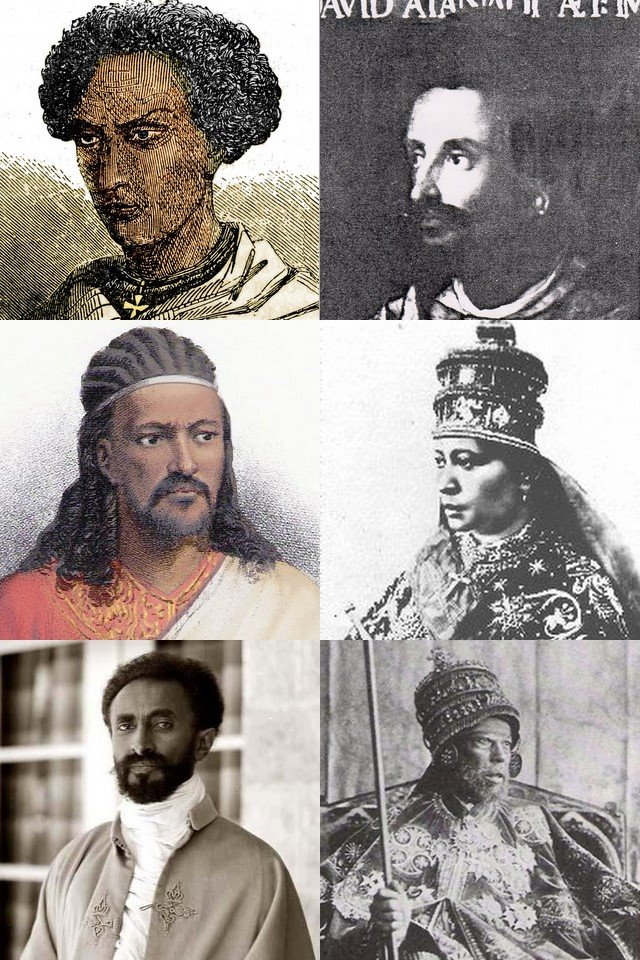
Menelik II por sus todas sus edades.

Menelik era hijo de un aristócrata shewano Amhara, el Negus Haile Melekot, y probablemente de la sirvienta de palacio Ejigayehu Lemma Adyamo. Nació en Angolalla y fue bautizado con el nombre de Sahle Maryam. Su padre, a la edad de 18 años, antes de heredar el trono, embarazó a Ejigayehu, luego la dejó; no reconoció que había nacido Sahle Maryam. El niño disfrutó de una posición respetada en la casa real y recibió una educación tradicional de la iglesia.
Antes de su muerte en 1855, Negus Haile Melekot nombró a Menelik como sucesor del trono de Shewa. Sin embargo, poco después de la muerte de Haile Melekot, Menelik fue hecho prisionero por el emperador Teodoro II, quien conquistó Shewa y lo transfirió a su fortaleza en la montaña de Magdala. Aun así, Teodoro trató bien al joven príncipe, incluso le ofreció a su hija Altash Tewodros en matrimonio, lo que Menelik aceptó.
Tras el encarcelamiento de Menelik, su tío, Haile Mikael, fue nombrado Shum de Shewa por el emperador Teodoro II con el título de Meridazmach. Sin embargo, Meridazmach Haile Mikael se rebeló contra Teodoro, lo que provocó que fuera reemplazado por el no real Ato Bezabeh como Shum. Sin embargo, Ato Bezabeh, a su vez, se rebeló también contra el Emperador y se proclamó Negus de Shewa. Aunque los miembros de la realeza de Shewan encarcelados en Magdala habían sido en gran medida complacientes mientras un miembro de su familia gobernara Shewa, esta usurpación por parte de un plebeyo no era aceptable para ellos. Planearon la fuga de Menelik de Magdala; con la ayuda de Mohammed Ali y la reina Worqitu de Wollo, escapó de Magdala en la noche del 1 de julio de 1865, abandonó a su esposa y regresó a Shewa. Enfurecido, el emperador Teodoro mató a 29 rehenes Oromo y luego hizo que 12 notables de Amhara fueran golpeados hasta matarlos con varas de bambú.

## Rey de Shewa
El intento de Bezabeh de formar un ejército contra Menelik fracasó; miles de shewanos se unieron a la bandera del hijo del Negus Haile Melekot e incluso los propios soldados de Bezabeh lo abandonaron por el príncipe que regresaba. Abeto Menelik entró en Ankober y se proclamó Negus. Mientras Negus Menelik reclamó su corona ancestral de Shewan, también reclamó el trono imperial, como descendiente directo del emperador Lebna Dengel . Sin embargo, no hizo ningún intento manifiesto de hacer valer esta afirmación en este momento; Marcus interpreta su falta de acción decisiva no solo a la falta de confianza y experiencia de Menelik, sino a que «era emocionalmente incapaz de ayudar a destruir al hombre que lo había tratado como a un hijo». No deseando participar en la Expedición británica a Abisinia de 1867-1868, permitió que su rival Kassai se beneficiara con regalos de armas modernas y suministros de los británicos. Cuando Teodoro se suicidó, Menelik organizó una celebración oficial de su muerte a pesar de que estaba personalmente entristecido por la pérdida. Cuando un diplomático británico le preguntó por qué hacía eso, respondió «para satisfacer las pasiones de la gente... en cuanto a mí, debería haber ido a un bosque a llorar... su muerte prematura... yo ahora he perdido a quien me educó y hacia quien siempre había tenido un afecto filial y sincero». Posteriormente, otros desafíos —una revuelta entre los Wollo en el norte, las intrigas de su segunda esposa Befana para reemplazarlo con su elección de gobernante, fallas militares contra los Arsi Oromo en el sureste— impidieron que Menelik se enfrentara directamente a Kassai hasta después. Su rival había traído a un Abuna de Egipto que lo coronó emperador Juan IV.
Menelik fue astuto y estratégico en la construcción de su base de poder. Organizó extravagantes fiestas de tres días para que los lugareños se ganaran su favor, construyó amistades generosamente con musulmanes (como Muhammad Ali de Wollo) y estableció alianzas con franceses e italianos que podrían proporcionar armas de fuego e influencia política contra el Emperador. En 1876, una expedición italiana partió hacia Etiopía dirigida por el marqués Orazio Antinori, quien describió al rey Menelik como «muy amigable y fanático de las armas, sobre cuyo mecanismo parece ser el más inteligente». Otro italiano escribió sobre Menelik, «tenía la curiosidad de un niño; lo más mínimo le impresionaba... Mostró... una gran inteligencia y una gran habilidad mecánica». Menelik habló con gran economía y rapidez. Nunca se enfada, añade Chiarini, «escucha con calma, juiciosa [y] sensatez... Es fatalista y buen soldado, ama las armas por encima de todo». Los visitantes también confirmaron que era popular entre sus súbditos y se puso a su disposición. Menelik tenía una gran perspicacia política y militar y realizó compromisos clave que luego resultarían esenciales a medida que expandió su Imperio.

## Modernización
El 10 de marzo de 1889, el emperador Juan IV murió en una guerra con el Sudán mahdista durante la batalla de Gallabat (Metemma). Con su último aliento, Juan declaró que su hijo natural, Dejazemach Mengesha Yohannes, era su heredero. El 25 de marzo, al enterarse de la muerte de Juan, el Negus Menelik se proclamó inmediatamente emperador.
Menelik argumentó que si bien la familia de Juan IV afirmaba descender del rey Salomón y la reina de Saba a través de mujeres de la dinastía, su propia afirmación se basaba en un linaje masculino directo ininterrumpido que hacía que las reclamaciones de la Casa de Shewa fueran iguales a las de la antigua línea Gondar de la dinastía. Menelik, y más tarde su hija Zauditu, serían los últimos monarcas etíopes que podrían reclamar la descendencia masculina directa ininterrumpida del rey Salomón y la reina de Saba (tanto Lij Iyasu como el emperador Haile Selassie estaban en la línea femenina, Iyasu a través de su madre Shewarega Menelik, y Haile Selassie a través de su abuela paterna, Tenagnework Sahle Selassie).
Al final, Menelik pudo obtener la lealtad de una gran mayoría de la nobleza etíope. El 3 de noviembre de 1889, el Abuna Mattewos, obispo de Shewa, consagró y coronó a Menelik como Emperador ante una brillante multitud de dignatarios y clérigos, en la Iglesia de María en el Monte Entoto.  El emperador Menelik II, recién consagrado y coronado, recorrió rápidamente el norte con fuerza. Recibió la sumisión de los funcionarios locales en Lasta, Yejju, Gojjam, Wollo y Begemder .

## Vida personal y etapa final de su vida
Menelik se casó tres veces pero no tuvo un solo hijo legítimo de ninguna de sus esposas. Sin embargo, tiene fama de haber engendrado varios hijos de mujeres que no eran sus esposas, y reconoció que tres de esos niños eran su progenie.
En 1864, Menelik se casó con Woizero Altash Tewodros, de quien se divorció en 1865; el matrimonio no produjo hijos. Altash Tewodros era hija del emperador Tewodros II. Ella y Menelik se casaron durante el tiempo que Menelik estuvo cautivo por Tewodros. El matrimonio terminó cuando Menelik escapó del cautiverio y la abandonó. Posteriormente se volvió a casar con Dejazmatch Bariaw Paulos de Adwa.
En 1865, el mismo año en que se divorciaba de su primera esposa, Menelik se casó con Woizero Befana Wolde Michael, hermana de Dejazmatch Tewende Belay Wolde Michael. Este matrimonio tampoco tuvo hijos, y estuvieron casados durante diecisiete años antes de divorciarse en 1882. Menelik quería mucho a su esposa, pero aparentemente ella no le tenía un afecto sincero. Woizero Befana tuvo varios hijos de matrimonios anteriores y estaba más interesada en asegurar su bienestar que en el bienestar de su actual esposo. Durante muchos años, se sospechó que estaba en secreto en contacto con el emperador Yohannes IV en su ambición de reemplazar a su esposo en el trono de Shewa con uno de sus hijos de un matrimonio anterior. Finalmente, estuvo implicada en un complot para derrocar a Menelik cuando era rey de Shewa. Con el fracaso de su plan, Woizero Befana se separó de Menelik, pero Menelik aparentemente todavía estaba profundamente apegado a ella. Un intento de reconciliación fracasó, pero cuando sus familiares y cortesanos le sugerían nuevas esposas al rey, él tristemente decía: "¿Me pides que mire a estas mujeres con los mismos ojos que una vez miraron a Befana?", Rindiendo homenaje a ambos. la gran belleza de su exesposa y su propio y continuo apego a ella.
Finalmente, Menelik se divorció de su traidora esposa en 1882 y, en 1883, se casó con Taytu Betul . La nueva esposa de Menelik se había casado cuatro veces anteriormente y él se convirtió en su quinto marido. Se casaron en un servicio religioso de comunión total y, por lo tanto, el matrimonio fue completamente canónico e indisoluble, lo que no había sido el caso de ninguna de las esposas anteriores de Menelik. El matrimonio, que resultó sin hijos, duraría hasta su muerte. Taytu Betul se convertiría en emperatriz consorte tras la sucesión de su marido, y se convertiría en la consorte más poderosa de un monarca etíope desde la emperatriz Mentewab . Ella disfrutó de una influencia considerable en Menelik y su corte hasta el final, algo que fue ayudado por sus propios antecedentes familiares. La emperatriz Taytu Betul era una mujer noble de sangre imperial y miembro de una de las principales familias de las regiones de Semien , Yejju en la moderna Wollo y Begemder . Su tío paterno, Dejazmatch Wube Haile Maryam de Semien, había sido el gobernante de Tigray y gran parte del norte de Etiopía. Ella y su tío Ras Wube eran dos de las personas más poderosas entre los descendientes del gran Ras Gugsa Mursa, un gobernante de ascendencia oromo de la casa de era el jeque de Wollo. El emperador Yohannes pudo ampliar su base de poder en el norte de Etiopía a través de las conexiones familiares de Taytu en Begemider, Semien y Yejju; ella también le sirvió como su consejera cercana, y fue a la batalla de Adwa con 5.000 soldados propios. Desde 1906, a todos los efectos, Taytu Betul gobernó en lugar de Menelik durante su enfermedad. Menelik II y Taytu Betul poseían personalmente 70.000 esclavos. También se dice que Abba Jifar II tenía más de 10,000 esclavos y permitió que sus ejércitos esclavizaran a los cautivos durante una batalla con todos sus clanes vecinos. Esta práctica fue común entre varias tribus y clanes de Etiopía durante miles de años. 
Taytu arregló matrimonios políticos entre sus parientes Yejju y Semien y aristócratas clave de Shewan como Ras Woldegyorgis Aboye , quien fue gobernador de Kaffa, Ras Mekonen que fue gobernador de Harar, y la hija mayor de Menelik, Zewditu Menelik, quien se convirtió en Nigeste Negestat del imperio después del derrocamiento de Lij Iyasu. La hijastra de Taytu, Zewditu, estaba casada con su sobrino Ras Gugsa Welle, quien administró Begemider hasta la década de 1930.
Antes de su matrimonio con Taytu Betul, Menelik tuvo varios hijos naturales . Entre ellos, eligió reconocer a tres hijos específicos (dos hijas y un hijo) como su progenie. Éstas eran:
Una hija, Woizero Shoaregga Menelik , nacida en 1867.  Se casaría dos veces y se convertiría en madre de:
Un hijo, Abeto Wossen Seged Wodajo, nacido del primer matrimonio; nunca considerado para la sucesión debido al enanismo
Una hija, Woizero Zenebework Mikael, que se casó a los doce años y murió al dar a luz un año después.
Un hijo, el emperador pretendía Iyasu V . Nominalmente tuvo éxito tras la muerte de Menelik en 1913, pero nunca fue coronado; fue depuesto en 1916 por poderosos nobles.
Una hija, Woizero (más tarde emperatriz) Zewditu Menelik , nacida en 1876, murió en 1930. [nb 8] Se casó cuatro veces y tuvo algunos hijos, pero ninguno de ellos sobrevivió hasta la edad adulta. Fue proclamada emperatriz por derecho propio en 1916, pero fue una figura decorativa, con el poder gobernante en manos del regente Ras Tafari Makonnen , quien la sucedió en 1930 como emperador Haile Selassie .
Un hijo, Abeto Asfa Wossen Menelik , nacido en 1873. Murió soltero y sin hijos cuando tenía unos quince años.
El único hijo reconocido de Menelik, Abeto Asfa Wossen Menelik, murió soltero y sin hijos cuando tenía unos quince años, dejándolo con solo dos hijas. La hija mayor, Woizero Shoaregga, se casó por primera vez con Dejazmatch Wodajo Gobena, el hijo de Ras Gobena Dachi. Tuvieron un hijo, Abeto Wossen Seged Wodajo, pero este nieto de Menelik II fue eliminado de la sucesión debido al enanismo. En 1892, Woizero Shoaregga, de veinticinco años, se casó por segunda vez con Ras Mikael de Wollo, de cuarenta y dos años. Tuvieron dos hijos, a saber, una hija, Woizero Zenebework Mikael, que se casaría a la edad de doce años con Ras Bezabih Tekle Haymanot, mucho mayor de Gojjam, y moriría al dar a luz un año después; y un hijo, Lij  Iyasu , que nominalmente tendría éxito como emperador después de la muerte de Menelik en 1913, pero nunca sería coronado y sería depuesto por poderosos nobles a favor de la hija menor de Menelik, Zauditu, en 1916.
La hija menor de Menelik, Zewditu Menelik , tuvo una vida larga y accidentada. Se casó cuatro veces y finalmente se convirtió en Emperatriz por derecho propio, la primera mujer en ocupar ese puesto en Etiopía desde la Reina de Saba . Tenía solo diez años cuando Menelik la casó con Ras Araya Selassie Yohannes , el hijo de quince años del emperador Juan IV, en 1886. En mayo de 1888, Ras Araya Selassie murió y Zauditu quedó viuda a los doce años. Se casó dos veces más por breves períodos con Gwangul Zegeye y Wube Atnaf Seged antes de casarse con Gugsa Welle en 1900 EC. Gugsa Welle era sobrino de la emperatriz Taytu Betul , la tercera esposa de Menelik. Zewditu tuvo algunos hijos, pero ninguno sobrevivió hasta la edad adulta. Menelik murió en 1913, y su nieto Iyasu reclamó el trono por principio de antigüedad. Sin embargo, se sospechaba que Iyasu era un converso secreto al Islam, que era la religión de sus antepasados paternos, y tener un musulmán en el trono tendría graves implicaciones para Etiopía en las generaciones futuras. Por lo tanto, Iyasu nunca fue coronado; fue depuesto por los nobles en 1916, a favor de su tía, Zauditu. Sin embargo, Zauditu (de 40 años en ese momento) no tenía hijos sobrevivientes (todos sus hijos habían muerto jóvenes) y los nobles no querían que su esposo y su familia ejercieran el poder y finalmente ocuparan el trono. Por lo tanto, el primo de Zewditu, Ras Tafari Makonnen, fue nombrado heredero del trono y regente del imperio. Zauditu tenía deberes ceremoniales que cumplir y ejercía poderes de arbitraje e influencia moral, pero el poder gobernante estaba en manos del regente Ras Tafari Makonnen, quien la sucedió como emperador Haile Selassie en 1930.
Aparte de los tres hijos naturales reconocidos, se rumoreaba que Menelik también era el padre de otros niños. Estos incluyen Ras Birru Wolde Gabriel y Dejazmach Kebede Tessema. Este último, a su vez, se rumoreaba más tarde que era el abuelo natural del coronel Mengistu Haile Mariam, el líder comunista del Derg, quien finalmente depuso la monarquía y asumió el poder en Etiopía de 1974 a 1991.

## Primera Guerra Italo- Etíope
La Primera Guerra Italo-Etíope tuvo lugar en paralelo con la creación de la colonia italiana de Eritrea entre 1885 y 1896 . Durante estos diez años, Italia amplió regularmente sus posesiones en Abisinia . Inicialmente se opuso a los ejércitos del Negus Yohannes , liderados en particular por Ras Alula. Después de la muerte de Yohannes en la batalla de Matamma contra los sudaneses,9 de marzo de 1889, el nuevo Negusä Nägäst (Rey de reyes) de Etiopía , Menelik II de Shewa , tardó algunos años en consolidar su poder. Inicialmente es apoyado por Francia, tímidamente; y por Italia después del Tratado de Wëchale de mayo de 1889, que denunció en febrero de 1893 . Este período fue aprovechado por los italianos para ampliar su territorio. Sin embargo, desde finales de 1890 , Menelik II afirmó su soberanía en la escena internacional mediante una “carta circular” a las potencias europeas; en junio de 1894, domina por completo al Tigray .
A partir de 1893, se dieron los elementos de un nuevo enfrentamiento militar entre Italia y Etiopía. Los italianos tienen la ventaja primero, pero el 1 de marzo de 1896, la victoria etíope en la batalla de Adoua detuvo su avance. Etiopía se convirtió en el único africano para tener energía duradera contenía una expansión europea a finales del xix °  siglo . Sin embargo, no puede evitar que Italia conserve las costas y mesetas de Eritrea durante las negociaciones subsiguientes.

## Enfermedad, muerte y sucesión
El 27 de octubre de 1909, Menelik II sufrió un derrame cerebral masivo y su "mente y espíritu murieron". Después de eso, Menelik ya no pudo reinar y la emperatriz Taytu se hizo cargo de la oficina.  como gobernante de facto, hasta que Ras Bitwaddad Tesemma fue nombrado regente públicamente.  Sin embargo, murió al cabo de un año y en marzo de 1910 se formó un consejo de regencia, del cual se excluyó a la emperatriz.
En las primeras horas de la mañana del 12 de diciembre de 1913, murió el emperador Menelik II. Fue enterrado rápidamente sin anuncio ni ceremonia  en la Iglesia Se'el Bet Kidane Meheret, en los terrenos del Palacio Imperial. En 1916, Menelik II fue enterrado de nuevo en la iglesia especialmente construida en el monasterio de Ba'eta Le Mariam en Addis Abeba .
Después de la muerte de Menelik II, el consejo de regencia continuó gobernando Etiopía. Lij Iyasu nunca fue coronado emperador de Etiopía y, finalmente, la emperatriz Zewditu I sucedió a Menelik II el 27 de septiembre de 1916.